# Erich Helmensdorfer
Erich Helmensdorfer (* 28. Mai 1920 in Nürnberg; † 28. April 2017 in Wien) war ein deutscher Journalist und Fernsehmoderator.

## Leben
Nach dem Abitur leistete Helmensdorfer von 1938 bis 1945 Wehr- und dann Kriegsdienst im Zweiten Weltkrieg. Von 1946 bis 1947 studierte er an der Universität Erlangen Jura, brach das Studium aber ohne Abschluss ab. Von 1947 bis 1960 arbeitete er für die Nachrichtenagentur DENA und von 1949 bis 1956 für die dpa in Nürnberg, Bonn, Berlin und München. 1956 ging er nach Ägypten und war bis 1960 Auslandskorrespondent der dpa in Kairo. 1961 bis 1963 arbeitete Helmensdorfer als Chef vom Dienst der Zeitung Die Presse in Wien und Redaktionsleiter der Münchner Abendzeitung. Von 1963 bis 1968 arbeitete er freiberuflich für ARD und ZDF.
Bekannt wurde Helmensdorfer hauptsächlich durch die Fernseh-Quizsendung Alles oder nichts, die er von 1967 bis 1972 über 61 Folgen moderierte. 1968 wurde er Gründungschefredakteur der Münchener Boulevardzeitung tz. 1972/73 moderierte er das Quiz Ente gut – Alles gut. Außerdem wirkte er 1971 im Spielfilm Glückspilze mit. Zudem war er Moderator der ZDF-Nachrichtensendung heute. Vom 1. März 1976 bis zum 30. Juni 1986 war Helmensdorfer Leiter der Rhein-Main-Redaktion der Frankfurter Allgemeinen Zeitung.
Erich Helmensdorfer hat mehrere Bücher über Ägypten sowie den Golfsport geschrieben. Er starb im Alter von 96 Jahren in seiner Wahlheimat Wien.

## Ehrungen und Auszeichnungen
- 1964: Theodor-Wolff-Preis[3]
- 1964: Joseph-E.-Drexel-Preis
- 1967: Goldene Kamera
- 1976: Bundesverdienstkreuz 1. Klasse des Verdienstordens der Bundesrepublik Deutschland[4]
- 1986: Ehrenplakette der Stadt Frankfurt am Main

## Werke (Auswahl)
- Ein Piefke in Wien: Liebevolle Sticheleien zwischen München, Kairo, Frankfurt und Wien. Novum Publishing, Neckenmarkt/Wien/München 2007, ISBN 978-3-85022-016-3.
- Golf – der perfekt geregelte Wahnsinn. Anleitung zum besseren Verständnis der Golfregeln. Jahr-Top-Spezial-Verlag, Hamburg 2003, ISBN 978-3-86132-691-5.
- Golf. 18 Löcher zwischen Himmel und Hölle. Eine unterhaltsame Anleitung für interessierte Laien, blutige Anfänger und ahnungslose Fortgeschrittene. Mit Illustrationen von Klaus Sperber, Keysersche Verlagsbuchhandlung, München 1999, ISBN 978-3-87405-185-9.
- 50 mal Ägypten, Piper, München/Zürich 1979, ISBN 3-492-02482-3.
- Meine Anstaltsjahre: Freud und Leid im Fernsehen. Schulz, Percha am Starnberger See 1979, ISBN 3-7962-0068-0.
- Die grosse Überquerung: Der neue Geist Ägyptens. Schulz, Percha am Starnberger See/Kempfenhausen am Starnberger See 1975, ISBN 3-7962-0082-6.
- Westlich von Suez, Schulz, Percha am Starnberger See/Kempfenhausen am Starnberger See 1973, ISBN 978-3-7962-0003-8.
- Hartöstlich von Suez. Die feudale Halbinsel. Schulz, München 1972.
- Journalismus (= blv-juniorwissen), illustriert von Werner Eckhardt, BLV, München/Bern/Wien 1971, ISBN 3-405-11092-0.
- Heisses Herz und kühler Kopf, Themen der Jahre. Misslungene und ergötzliche Begebenheiten. Von Schröder, Hamburg 1968, DNB 456955054.